# Benoît Mandelbrot
Benoît B. Mandelbrot (n. 20 noiembrie 1924, Varșovia, Polonia – d. 14 octombrie 2010, Cambridge, Massachusetts, SUA) a fost un matematician francez american evreu. A avut contribuții în aplicații ale matematicii în fizică și finanțe, dar în primul rînd este cunoscut ca părinte al geometriei fractale. Mulțimea lui Mandelbrot este numită astfel în cinstea lui.

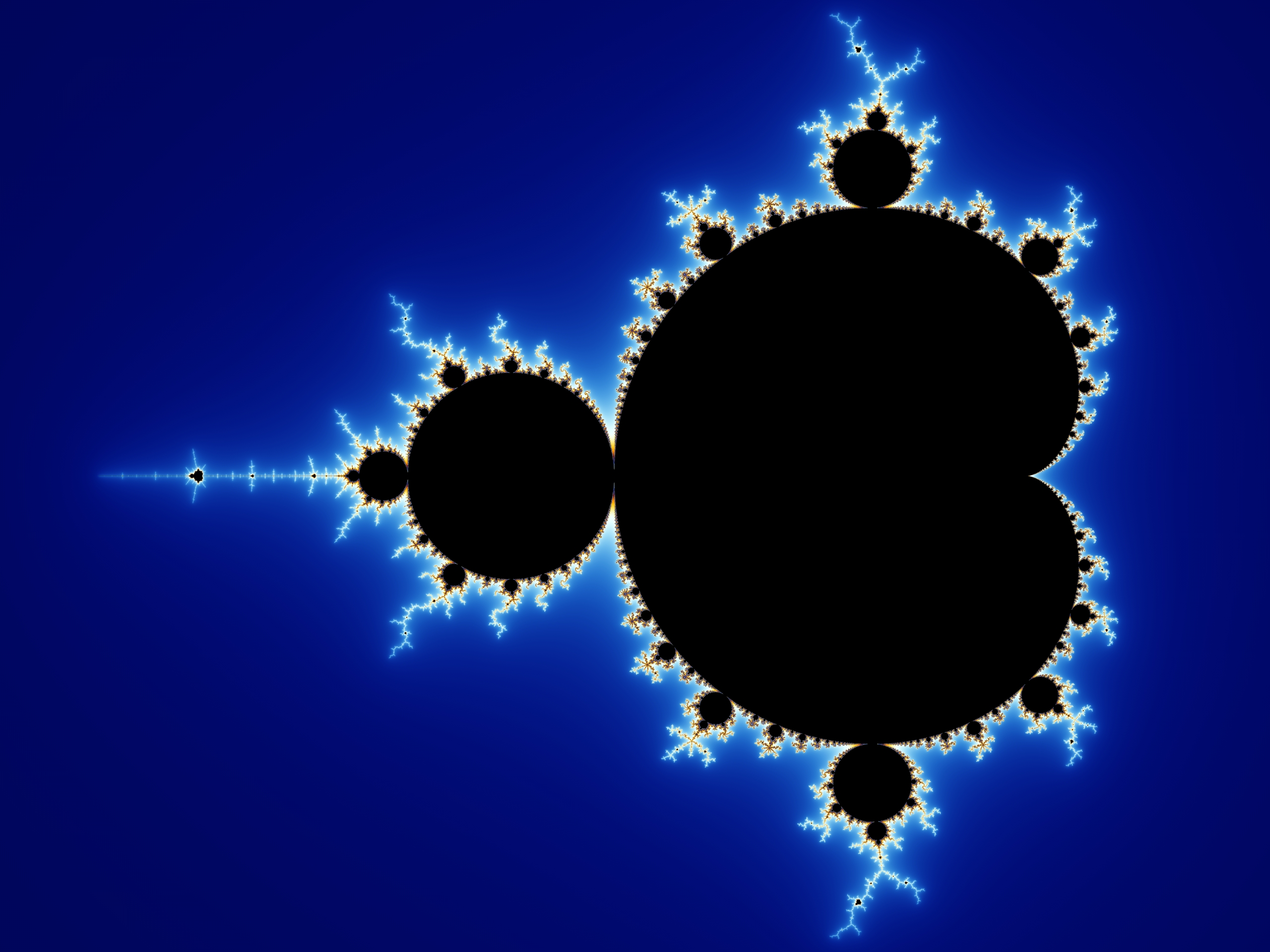
Mulțimea lui Mandelbrot